# ماندانیچی
ماندانیچی (به ایتالیایی: Mandanici) یک کومونه در ایتالیا است که در استان مسینا واقع شده‌است.

## خصوصیات
ماندانیچی ۱۱٫۷ کیلومترمربع مساحت و ۶۹۵ نفر جمعیت دارد و ۴۱۷ متر بالاتر از سطح دریا واقع شده‌است.